# Rudolf Bangel (Kunsthistoriker)
Rudolf Bangel, auch Rudolph Bangel, (geboren am 8. Februar 1888 in Frankfurt am Main; gestorben  am 13. Mai 1923) war ein deutscher Kunsthistoriker und Kunsthändler und Mitarbeiter der „Kunsthandlung Rudolf Bangel“.

## Leben
Bangel war ein Enkel des Buchhändlers und späteren Auktionators Rudolf Bangel (1820–1882), der aus Mülheim am Rhein stammte und Sohn des Antiquars und Kunsthändlers Ludwig Bangel (22. Februar 1850 – 20. Juli 1925), sowie ein Urenkel des Buchhalters Georg Ludwig Bangel (13. März 1780 – 10. März 1868). Bangel besuchte zunächst das Wöhlerrealgymnasium in Frankfurt und studierte anschließend Kunstgeschichte an den Universitäten in Heidelberg und Berlin. Dabei besuchte er unter anderem Vorlesungen bei den Kunsthistorikern Henry Thode, Carl Neumann und Heinrich Wölfflin, dem Archäologen Friedrich von Duhn und dem Philosophen Wilhelm Windelband. Er wurde 1914 mit einer Dissertation über den Maler Johann Georg Trautmann promoviert. Anschließend trat er in die familieneigene Kunsthandlung ein, wo auch sein Bruder Adolf Bangel (geb. 3. Januar 1892, gest. 2. April 1971) tätig war. Ihr Cousin Paul Bangel leitete die Vertretung in Berlin. Laut Frankfurter Stadtchronik war er zum Zeitpunkt seines Todes „Inhaber der Kunsthandlung Rudolf Bangel“. Er war auch Mitarbeiter für das Allgemeine Lexikon der Bildenden Künstler von der Antike bis zur Gegenwart, für das er drei Artikel zu niederländischen Malern, wie Albert van der Eeckhout, schrieb.
Zu seinen letzten Aktivitäten zählte die Vorbereitung und Ausrichtung einer Auktion für die Universität Göttingen. Diese hatte durch eine „Gefallenendenkmalkommission“ beschlossen ein Mahnmal errichten zu lassen und im Januar 1923 beschlossen zu dessen Finanzierung einige Bilder aus der vor Ort vorhandenen Gemäldesammlung zu versteigern. Auf Anfrage des Professors Georg Vitzthum von Eckstädt reiste Bangel am 3. März nach Göttingen, um die Auswahl persönlich zu begutachten. Er verzeichnete 55 Werke mit Taxierungsvermerken auf seiner Liste. 43 der Gemälde wurden am 24. April in der Auktion angeboten, die restlichen zwölf wurden am 26. Juni, also nach seinem Tod, versteigert. Der Nettoerlös lag bei 12.052.300,- Reichsmark. Eines der Bilder, die damals verkauft wurden, ist das Stillleben mit Paradiesvogel, Kaurischnecken, Taschenuhr und Portraitmedaillon, Abraham Steenwyck (1640–1698) zugeschrieben, aus dem ehemaligen Besitz des Naturforschers Johann Friedrich Blumenbach, das im Jahr 2024 von der Universität wieder angekauft wurde.

## Familiärer Hintergrund
Bangels Großvater Rudolf Bangel (20. November 1820 – 18. Oktober 1882) erlernte den Beruf des Buchhändlers. Er war von Oktober 1845 bis Mai 1851 Mitarbeiter in der Herderschen Verlagsbuchhandlung in Freiburg im Breisgau. Im Jahr 1847 übernahm er gemeinsam mit dem Kölner Buchhändler Carl Schmitt die 1841 gegründete Heidelberger Universitätsbuchhandlung von Wilhelm Hoffmeister. Sie firmierten von 1848 bis 1856 als „Universitätsbuchhandlung Bangel & Schmitt“. Rudolf Bangel Senior schied 1856 aus dem Unternehmen aus zog nach Rödelheim bei Frankfurt am Main. Hier gründete er mit einem neuen Partner die „Kunststeinfabrik Bangel & Gottron“. Der Betrieb musste jedoch aufgrund von Meinungsverschiedenheiten stillgelegt werden. Bangel wollte der Branche treu bleiben und wurde nun Mitbegründer der „Rheinischen Dachschiefergruben-Gesellschaft Rudolf Bangel & Co“ in Kaub am Rhein. Dieses Geschäft endete mit dem Ausbruch des Deutschen Krieges im Jahr 1866. Bangel zog nach Frankfurt am Main um und ließ sich in der Römergasse Nr. 3 nieder, wo er ein Agentur-, Kommissions- und Versicherungsgeschäft zu eröffnete. Bald kam ihm der Gedanke sich auf den Auktionshandel zu verlegen. Gemeinsam mit einem Herrn Janson gründete er das des „Auktionsbüro Janson & Bangel“ in der Münzgasse. Am 10. Mai 1870 trat Janson aus der Firma aus. Die Geschäftsräume wurden in die Alte Rothofstraße 11 verlegt, wo Bangel am 23. Mai das „Auktionsbüro Rud. Bangel“ als alleiniger Inhaber fortführte. Die Firma wurde teilweise auch als Kunsthandlung Rudolf Bangel, Auktionshaus Rudorf Bangel oder Rudolf Bangel GmbH bezeichnet. Anfangs wurden alle möglichen Gegenstände, wie Kleidungsstücke, Lebensmittel oder Möbel dort versteigert, doch schon bald spezialisierte sich Bangel auf Kunstgegenstände. Nach dem Tod des Großvaters 1882 übernahmen sein Vater Ludwig und sein Onkel Adolf Bangel (* 1853) das Auktionshaus und die Kunsthandlung.

## Schriften (Auswahl)
- Das Lebenswerk des Malers Johann Georg Trautmann (1713–1769). Dissertation Universität Heidelberg 1914 (mit Lebenslauf).
- Johann Georg Trautmann und seine Zeitgenossen. Nebst einer Geschichte der Frankfurter Malerzunft im achtzehnten Jahrhundert. Heitz, Straßburg 1914 (archive.org, Druckfassung der Dissertation).
- Untersuchungen über den Thorancschen Ecksalon. In: Monatshefte für Kunstwissenschaft. 7. Jahrgang, Heft 11, JSTOR:24495761, S. 367–373.
- Zur holländischen Porträtmalerei des 17. Jahrhunderts. Unbekannte Bildnisse aus Delfter Privatbesitz. In: Monatshefte für Kunstwissenschaft. 8. Jahrgang, Heft 1, 1915, S. 17–21 (Textarchiv – Internet Archive).